# Colby Lange
Colby Lange (* 30. März 1999 in Edwards) ist ein US-amerikanischer Bahnradsportler, der auf Ausdauerdisziplinen spezialisiert ist.

## Sportlicher Werdegang
In seiner Jugend betrieb Lange Ski Alpin und Radsport. 2015 war er US-amerikanischer U16-Meister in beiden Sportarten, und zwar im Super-G und im Einzelzeitfahren. Mit 18 gab er den Skisport auf und konzentrierte sich auf Radsport. 2017 gewann er die US-Meisterschaften im Kriterium auf der Straße und zwei Titel auf der Bahn, jeweils bei den Junioren.
Auf der Bahn kam Chaney bald zu Einsätzen im Nationalteam, insbesondere in der Mannschaftsverfolgung: Hier war er 2018 Mitglied des siegreichen Teams bei den Panamerika-Meisterschaften, und Anfang 2019 Zweiter beim Weltcup-Rennen von Hongkong. Die Corona-Pandemie bewirkte eine Pause in seiner Karriere, erst 2022 kam er wieder zu hochrangigen Wettkämpfen. Auf der Bahn konnte er eine Reihe von US-Meistertiteln erringen, dazu 2023 mehrere Bronzemedaillen bei Panamerika-Meisterschaften und -Spielen. Er vertrat die USA mehrfach bei Weltmeisterschaften, ohne vordere Resultate.
Im Straßenradsport war Chaney seit 2019 Mitglied mehrerer UCI Continental Teams und hauptsächlich bei Rennen innerhalb der USA im Einsatz. Siege oder vordere Resultate konnte er in dieser Disziplin nicht erzielen.

## Erfolge
2017
 US-amerikanischer Meister (Junioren) – Scratch, Mannschaftsverfolgung (mit Kendrick Boots, Justin Butsavage und Riley Sheehan)
 US-amerikanischer Meister (Junioren) – Kriterium
2018
 Panamerika-Meister – Mannschaftsverfolgung (mit Eric Young, Gavin Hoover und Ashton Lambie)
2019
 US-amerikanischer Meister – Mannschaftsverfolgung (mit Ashton Lambie, Shane Kline und Grant Koontz)
2022
 US-amerikanischer Meister – Madison (mit Tristan Manderfeld)
2023
 US-amerikanischer Meister – Scratch, Punktefahren
 Panamerika-Meisterschaften – Punktefahren, Mannschaftsverfolgung (mit Grant Koontz, Gavin Hoover, Anders Johnson und David Domonoske)
 Panamerika-Spiele – Madison (mit Grant Koontz), Mannschaftsverfolgung (mit Brendan Rhim, David Domonoske, Grant Koontz und Anders Johnson)